# Episodi di Summer Camp Island - Il campeggio fantastico (seconda stagione)
La seconda stagione della serie animata Summer Camp Island - Il campeggio fantastico viene trasmessa negli Stati Uniti, da Cartoon Network, dal 18 giugno 2020.
In Italia è stata trasmessa dal 29 agosto al 27 settembre 2020 su Cartoon Network.
| nº | Titolo originale               | Titolo italiano                   | Prima TV USA   | Prima TV Italia   |
| -- | ------------------------------ | --------------------------------- | -------------- | ----------------- |
| 1  | Meeting of the Minds           | La Bacchetta di Scricciola        | 18 giugno 2020 | 5 settembre 2020  |
| 2  | Ava's Yard Sale                | Il Concerto di Ava                | 18 giugno 2020 | 29 agosto 2020    |
| 3  | Molar Moles                    | Le Talpe dei Molari               | 18 giugno 2020 | 29 agosto 2020    |
| 4  | Tortilla Towel                 | L'Asciugamano a Tortilla          | 18 giugno 2020 | 30 agosto 2020    |
| 5  | Acorn Graduation               | A Lezione di Magia                | 18 giugno 2020 | 6 settembre 2020  |
| 6  | Dungeon Doug                   | Parlare con Papà                  | 18 giugno 2020 | 5 settembre 2020  |
| 7  | Tub on the Run                 | Vasca in Fuga                     | 18 giugno 2020 | 20 settembre 2020 |
| 8  | Spotted Bear Stretch           | Il pigiama party stregato         | 18 giugno 2020 | 21 settembre 2020 |
| 9  | French Toasting                | La Società Segreta                | 18 giugno 2020 | 30 agosto 2020    |
| 10 | We'll Just Move the Stars      | Muoveremo Solo Le Stelle          | 18 giugno 2020 | 20 settembre 2020 |
| 11 | Catacombs                      | Il Pettine Yeti                   | 18 giugno 2020 | 26 settembre 2020 |
| 12 | Wild Hearts Can't Be Caboodled | I Cuori Selvaggi non fanno Kaboom | 18 giugno 2020 | 12 settembre 2020 |
| 13 | The Later Pile                 | La Pila del Poi                   | 18 giugno 2020 | 13 settembre 2020 |
| 14 | Honeydew Hatch                 | La Schiusa del Melone             | 18 giugno 2020 | 13 settembre 2020 |
| 15 | Light as a Feather             | Susie Sonnambula                  | 18 giugno 2020 | 12 settembre 2020 |
| 16 | When Harry Met Barry           | Harry, Ti Presento Barry          | 18 giugno 2020 | 27 settembre 2020 |
| 17 | Oddjobs                        | La mattina del maglione           | 18 giugno 2020 | 21 settembre 2020 |
| 18 | Tumble Dry Low                 | Scienza Chat                      | 18 giugno 2020 | 6 settembre 2020  |
| 19 | Just You and Me                | Il Segreto di Betsy               | 18 giugno 2020 | 27 settembre 2020 |
| 20 | Glow Worm                      | Brillaverme                       | 18 giugno 2020 | 26 settembre 2020 |